# Grimace

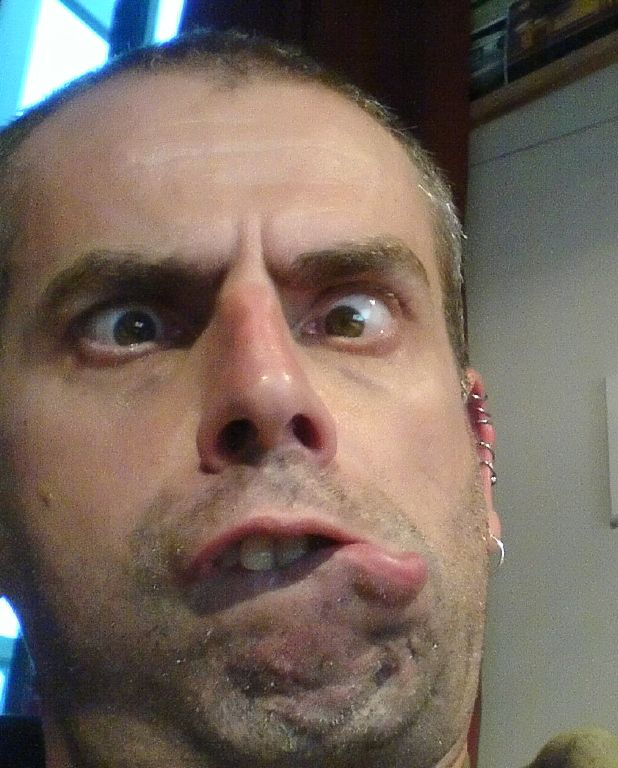
Un homme faisant une grimace.

Une grimace est une contorsion du visage participant à la communication non verbale. Réfléchie ou involontaire, la grimace peut avoir une visée humoristique mais peut aussi être la manifestation d'une douleur ou d'une émotion qu'il est plus rapide d'exprimer ainsi.

## Étymologie
Grimace vient du francique grima (« masque ») dont sont issus deux lignées de mots, l'une liée à la magie (« grimoire », « grimaud »), l'autre aux expressions faciales (« grimer », maquiller) et que l'on retrouve dans l'anglais grim (« triste »). 
En italien (la smorfia) et en brionnais (démortsaille), les mots équivalents de « grimace » trouvent leur racine dans le latin mùrrum signifiant « museau » Du mot latin découlent aussi les mots français « moue » et « morgue ».

## Représentations

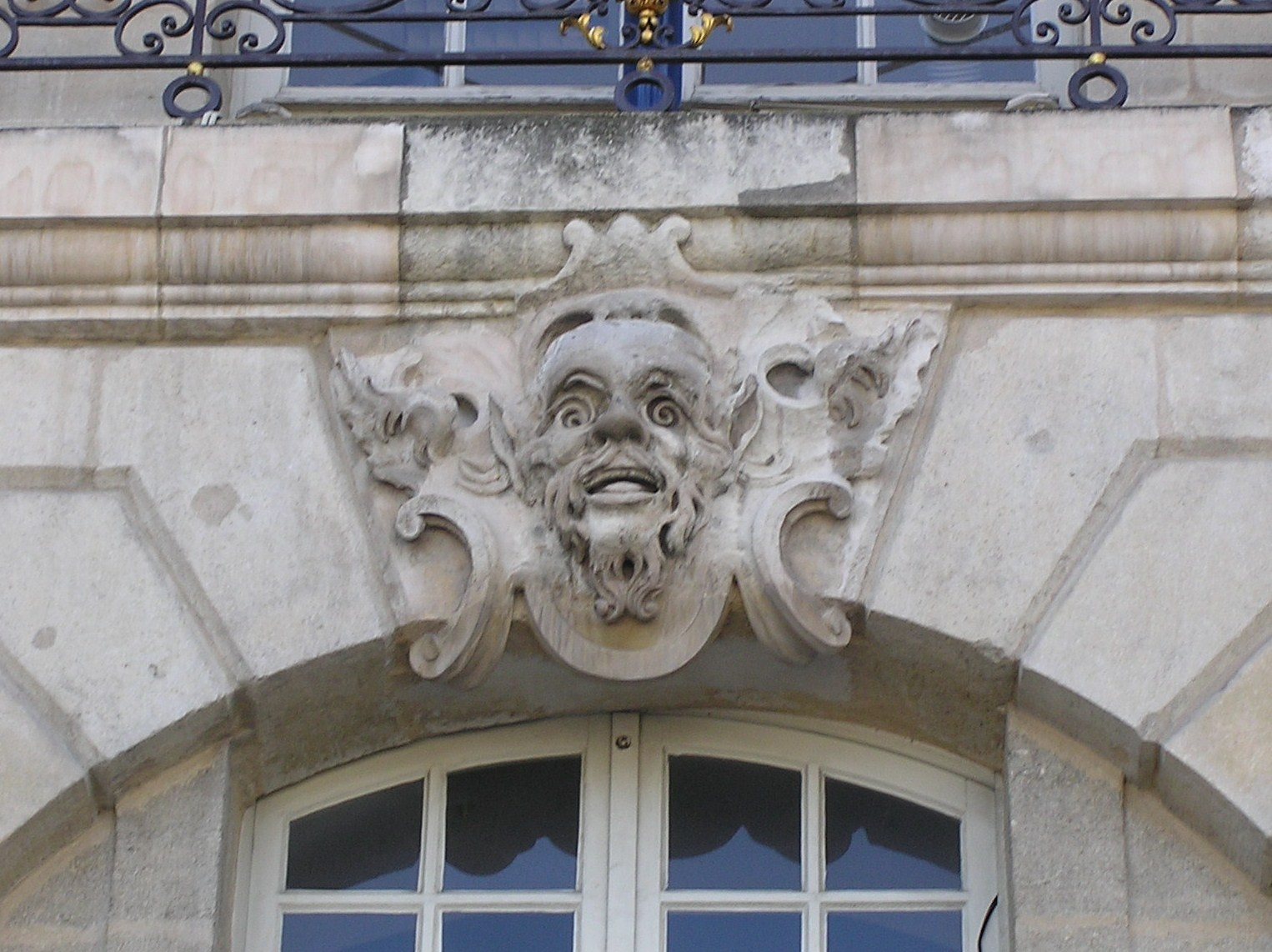
Mascaron de Bordeaux

En 1691 selon Augustin-Charles d'Aviler, le mascaron « est une tête chargée ou ridicule, faite à fantaisie, comme une grimace, qu'on met aux portes, grottes, fontaines. »

## Variété

### Caractère volontaire

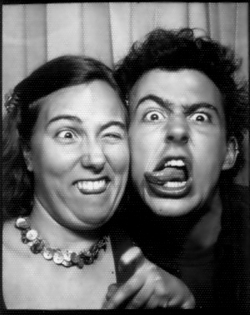
Grimaces volontaires d'un couple dans un photomaton.

Les grimaces volontaires sont utilisées pour renforcer un message, comme dans certaines moqueries ou pour leur effet comique.
Des jeux exploitent la capacité à faire des grimaces : l'aluette est un jeu de cartes où les couples de partenaires communiquent par mimiques et grimaces.

### Grimaces spontanées
Une grimace peut être involontaire pour plusieurs raisons :
- la grimace est une sorte de tic : à force d'être répétée, d'abord dans une démarche signifiante, le sujet l'incorpore et la remet en action sans le vouloir consciemment.

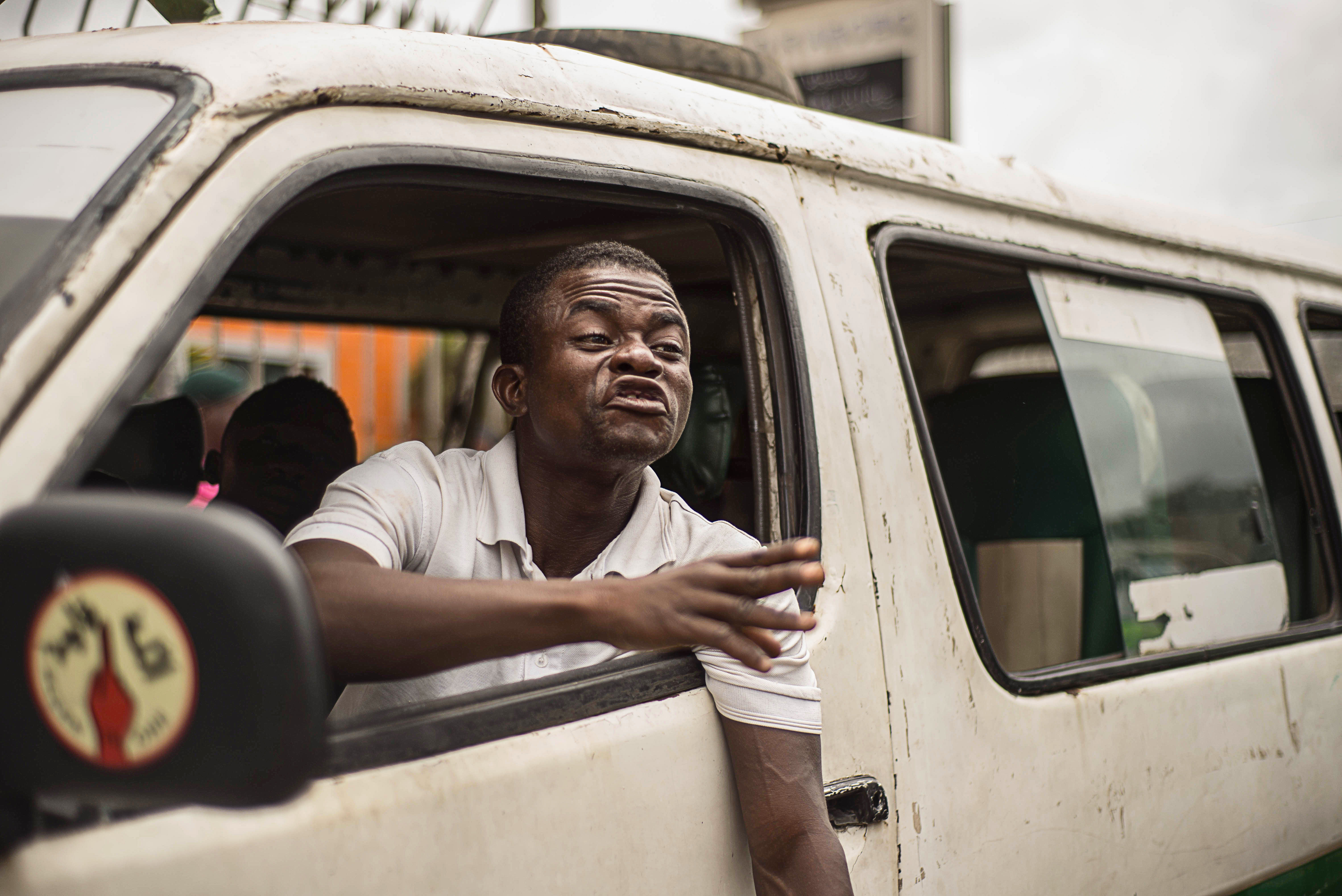
Transporteur d'Abidjan hélant des clients.

- une expression « naturelle » du visage est perçue par l'interlocuteur comme étant une grimace.

Peuvent s'ensuivre plusieurs types de réactions de l'interlocuteur :
- L'interlocuteur à force de jouer avec ou de voir répétée cette grimace finit par l'incorporer dans son propre code gestuel, au même titre que le tic ou l'expression de langage;
- L'interlocuteur interprète le message du sujet comme étant forcé, maniéré, non naturel et peut éventuellement le prendre pour du bluff;
- L'interlocuteur donne à cette expression du visage fugitive la valeur d'explicitation du message sous-tendu par les autres langages, et comme dans un lapsus, rebondit dessus, le prend en compte (ce qui peut tourner au quiproquo...ou pas).

## Expressions
- « (Faire la) soupe à la grimace » : comportement désagréable adopté en raison de contrariétés.
- « Ce n'est pas au vieux singe qu'on apprend à faire la grimace » : ne pas s'en laisser conter, sachant fort bien par expérience ce qu'il convient de penser ou de faire.

## Concours de grimaces

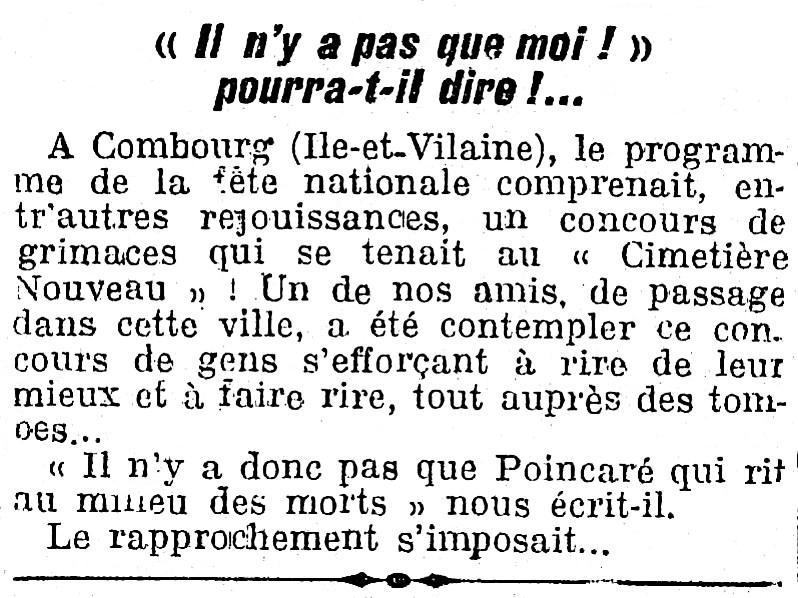
Un concours de grimaces à Combourg, le 14 juillet 1922.

Dans le domaine festif on trouve organisés des concours de grimaces.